# Gottlob Christian Kern
Gottlob Christian Kern (* 13. Januar 1792 in Söhnstetten; † 5. August 1835 in Dürrmenz) war ein deutscher lutherischer Geistlicher, Theologe und Kirchenlieddichter.

## Leben
Kern war Sohn des Pfarrers Christoph Friedrich Kern (1753–1809) und wurde 1808 in die Klosterschule Denkendorf eingeschult. Später wechselte er an die Klosterschule Maulbronn, bevor er sich am 27. Oktober 1810 an der Universität Tübingen für das Studium der Theologie immatrikulierte. 1812 erhielt er den Magistergrad. In der Zeit von 1815 bis 1817 absolvierte er das Vikariat in Plochingen. Er kehrte 1817 in das Tübinger Stift zurück und wirkte dort als Repetent.
Kern kam 1820 als Geistlicher nach Besigheim, bevor er 1824 zum Prediger und 1. Professor der Klosterschule Schöntal berufen wurde. 1829 erhielt er die Pfarrstelle von Dürrmenz. Diese hatte er bis zu seinem Tod inne. In diese Zeit fallen auch seine schriftstellerischen Tätigkeiten, so auch seine Beiträge zur Tübinger theologischen Zeitschrift Christoterpe.
Kern heiratete am 6. Juli 1820 in Stuttgart Henriette Nast. Sein Sohn Ernst Kern (* 6. Mai 1823 in Besigheim; † 7. März 1854 Stuttgart) war Professor in Zürich. Der Tübinger Theologieprofessor Friedrich Heinrich Kern war sein Bruder.

## Werke
- Predigten auf alle Sonn- und Festtage des Kirchenjahrs. Nach seinem Tode herausgegeben von W. Hoffmann u. L. Völter, Metzler, Stuttgart 1837.
- Preis dir, o Vater, und o Sohn (Tauflied) und Wie könnt ich Sein vergessen (Abendmahlsfeier). In: Albert Knapp: Evangelischer Liederschatz für Kirche und Haus. Eine Sammlung geistlicher Lieder aus allen christlichen Jahrhunderten, Cotta, Stuttgart und Tübingen 1837.